# نیگیا
نیگیا (به اسپانیایی: Nigüella) یک دهستان در اسپانیا است که در استان ساراگوسا واقع شده‌است. نیگیا ۳۰ کیلومتر مربع مساحت و ۹۷ نفر جمعیت دارد و ۴۸۰ متر بالاتر از سطح دریا واقع شده‌است.